# Ömsesidigt försäkringsbolag
Ett ömsesidigt försäkringsbolag är i Sverige en form av försäkringsbolag. Ett försäkringsbolag som inte är ömsesidigt är istället ett vinstutdelande försäkringsbolag.
Det ömsesidiga bolaget liknar i mycket ett kooperativ eller en ideell förening och en stor del av regleringen av ömsesidiga bolag sker i Sverige genom hänvisning till lagen om ekonomiska föreningar, men ägarna består av bolagets kunder. För att hantera beslutande i ett ömsesidigt bolag utses oftast representanter för de största ägargrupperna att representera ägarna på stämman, då det skulle bli mycket svårt att få en beslutsför stämma annars.
Ömsesidigheten får till konsekvens att risken för underskott i verksamheten bärs av kunderna. Det innebär att om försäkringsbolaget råkar ut för ett underskott, kan bolaget genom återtag från kunderna balansera ut underskottet. Återtag kan ske genom engångstransaktion (engångsåtertag) eller genom successiv nedskrivning av återbäringsräntan (successivt återtag). I konsekvens därav ska också bolagets eventuella överskott delas ut till kunderna som återbäring. I en skadeförsäkringsrörelse sker det främst genom premiesänkning eller återbetalning och i en livförsäkringsrörelse genom att den icke-garanterade återbäringen blir större.

## Ömsesidiga försäkringsbolag i Sverige
I Sverige är följande livförsäkringsbolag ömsesidiga bolag:
- Folksam[3]
- Alecta[4]
- Skandia[5]
- Bliwa[6]
- Allmänna Änke- och Pupillkassan i Sverige

Följande skadeförsäkringsbolag är ömsesidiga bolag:
- Dina Försäkringar (federation med ett flertal lokala bolag)
- Folksam
- Länsbolagen inom Länsförsäkringar
- PRI Pensionsgaranti

Följande patientförsäkringsbolag är ömsesidiga bolag:
- Patientförsäkringen LÖF

Följande djurförsäkringsbolag är ömsesidiga bolag:
- Sveland Djurförsäkringar

Dessutom kan ett aktiebolag bedrivas enligt ömsesidiga principer. Det innebär att överskott hanteras enligt samma modell som för ett ömsesidigt bolag, men att kunderna inte samtidigt är ägare i bolaget. 
I Sverige är följande livförsäkringsbolag bedrivna enligt ömsesidiga principer:
- Länsförsäkringar Liv Försäkrings AB[7]
- AMF[8]